# Josep Maria López i Llaví
Josep Maria López i Llaví (Barcelona, 1941) és periodista, crític de cinema i activista polític, cultural i lingüístic.
En el camp polític ha militat en diverses formacions polítiques sempre des del vessant d'esquerres, per les llibertats de Catalunya i de defensa de la cultura i llengua catalanes. El desembre de 1970, juntament amb altres intel·lectuals, ja va participar en la  Tancada a Montserrat en la lluita antifranquista amb motiu del Consell de guerra celebrat a Burgos contra militants d'ETA. Provinent del Front Nacional de Catalunya fou un dels fundadors del PSAN i membre de l'executiva. Allí fou un dels impulsors del Front Cultural del PSAN i el representant d'aquest partit a l'Assemblea de Catalunya. Després de l'escissió del PSAN va passar a formar part del Moviment d'Unificació Marxista i de Nacionalistes d'Esquerra d'on fou dirigent. Posteriorment es va integrar a Iniciativa per Catalunya Verds, on va ser responsable de cultura i coordinador de Fet Nacional dins d'aquest partit. És actualment un dels portaveus del corrent independentista dins d'ICV.
Més enllà de l'activitat com a crític de cinema i en col·laboracions en documentaris, ha estat president i membre de la junta directiva de la Federació Catalana de Cineclubs. També ha participat activament en la defensa del català al cinema. En aquest àmbit és responsable de les campanyes sobre presència de la llengua catalana al cinema de la Plataforma per la llengua; organització de la qual ha estat membre de l'Executiva des del 2008 al 2020 i actualment forma part del seu Consell Consultiu.